# Kremberk
Kremberk je naselje v Občini Sveta Ana.